# Rock FM
Rock Fm és una emissora de ràdio espanyola especialitzada en música rock. Va emetre per primera vegada el 4 d'octubre de 2004 i es va anomenar Rock & Gol. Inicialment els temes dels programes estaven relacionats amb el món de l'esport i el rock, però el 2011 va passar a anomenar-se Rock FM i va modificar el format que havia tingut fins aleshores.
Rock Fm estableix blocs d'una hora de música sense talls publicitaris durant la radiofórmula i s'intercalen 6 minuts de publicitat entre cada bloc.
Aquesta emissora forma part del grup Radio Popular, més conegut amb el nom de Grupo COPE, juntament amb altres emissores radiofòniques i cadenes televisives, entre elles: ràdio COPE, Cadena 100 i MegaStar FM.
Rock FM és la cinquena emissora de ràdio temàtica més escoltada a Espanya, concretament té 1.162.000 radiooients, segons l'EGM de 2018. És possible sintonitzar l'emissora a ràdio FM, TDT, internet i en aplicacions per a mòbils.

## Història
L'origen Rock & Gol es remunta a l'any 1989. Aquest programa de ràdio s'emetia cada diumenge de 16.00 h a 21.00 h a l'emissora llavors anomenada Popular FM. En aquest programa es parlava de manera divertida sobre els resultats dels partits de la lliga, gràcies a “El Pirata”, que controlava la part musical, i a Juan Ignacio Sastrón, que controlava la part esportiva.
Rock & Gol va iniciar la seva història com a emissora de ràdio el 4 d'octubre de 2004. En principi, emetia en 14 freqüències, pertanyents a ràdio COPE i Grupo Zeta, a 10 ciutats espanyoles.
A diferència d'altres cadenes de ràdio, l'audiència de Rock FM ha estat molt reduïda. Tot i això, sempre ha anat augmentant. A la 1a onada de 2005 va aconseguir 59.000 radiooients, a la 2a 66.000 i a la 3a 74.000.
El gener de 2006 Rock & Gol tenia 32 freqüències a 28 ciutats d'Espanya. Va ser la cadena guardonada amb un Micròfon d'Or, gràcies al seu producte innovador de radiofórmula.
El setembre de 2006, Rock & Gol va renovar la seva programació: ara el conductor del programa “El Despertarock” és un “superordinador” actualment que emet el senyal programant i presentant els discos. De dilluns a divendres a les 16 hores s'inicia un període de radiofórmula que Gemma Santos presenta en anglès, fet que va provocar el canvi d'horari de la “Emisión Pirata”.
A partir del gener de 2007, els locutors van tornar a la radiofórmula matí i tarda. Rafa Escalada de 10 a 13 i Carlos Finally de 13 a 16. Gemma Santos va seguir amb el seu programa de 16 a 20.
El Grupo Zeta, va deixar d'emetre senyal en aquesta cadena per emetre a Hit FM, la qual cosa va provocar que Rock & Gol perdés aquests repetidors a l'octubre de 2009.
El nom de Rock Fm va sorgir l'1 de desembre de 2011, després que Rock & Gol canviés el seu nom al deixar les referències de l'esport. Va originar-se un eslògan anomenat “La Casa del Rock” i es va presentar un nou logotip per la cadena.
L'any 2015, després de la 3a onada de l'EGM, Rock FM va passar a ser una de les cinc emissores de ràdio musical més reconegudes del país amb una audiència de 980.000 radiooients cada dia i aconseguint també el pic més elevat els dissabtes al matí. L'any 2016, segons l'EGM, l'audiència diària va arribar a 1.125.000 radiooients. “El Pirata y Su Banda” i el matí del cap de setmana van ser els programes amb més audiència.
Rock FM va iniciar la seva transmissió a la TDT d'àmbit nacional el 17 de gener de 2019, fet que va permetre escoltar aquesta emissora a tot Espanya.

## Programes històrics

### El Despertarock: (2004 - 2008)
Aquest programa va tenir diversos presentadors fins a l'arribada de Javi Nieves, que va presentar-lo durant una temporada, fins que va anar a treballar a Cadena 100. Més endavant, va ocupar el seu lloc un “superordinador” (Robotijo) que s'ocupava de presentar i posar cançons, entre d'altres tasques.

### El Robotijo (2006-2009)
Aquest programa va tenir molt èxit. El seu director era Jose Antonio Abellán i el seu gran equip estava format per guionistes, productors i un “superordinador” (Robotijo) que explicava i analitzava l'actualitat, conjuntament amb la programació de música rock de tots els temps.

### Oldie & Youngie (2009-2010)
Rafael Escalada i Iván Guillén, també coneguts com l'Oldie i el Youngie, presentaven aquest programa que durava 9 hores: de les 8 del matí a les 5 de la tarda.

## Freqüències de Rock FM

### FM
- Almeria: 94.1 FM
- Còrdova: 104.1 FM
- Granada: 99.8 FM
- Jaén: 103.3 FM
- Màlaga: 105.5 FM
- Marbella: 100.0 FM
- Sevilla: 93.0 FM
- Vélez-Málaga: 92.5 FM

#### Aragó
- Huesca: 87.7 FM
- Terol: 99.6 FM
- Saragossa: 89.7 FM

#### Astúries
- Avilés: 90.7 FM

#### Canàries
- La Orotava: 95.4 FM
- Santa Cruz de Tenerife: 89.1 FM
- Telde: 90.1 FM

#### Cantàbria
- Noja: 100.5 FM
- Santander: 104.6 FM

#### Castella-La Manxa
- Albacete: 90.2 FM
- Ciudad Real: 95.2 FM
- Guadalajara: 98.4 FM
- Toledo: 99.3 FM

#### Castella i Lleó
- Briviesca: 103.0 FM
- Lleó: 87.8 FM
- Salamanca: 90.7 FM